# Picramnia
Picramnia là một chi thực vật thuộc họ Picramniaceae. Chi này có các loài sau (tuy nhiên danh sách này có thể chưa đủ):
- Picramnia bullata, W. Thomas